# 端館紫川
端館 紫川（はしだて しせん、安政2年4月29日（1855年6月13日） - 大正10年（1921年）9月8日）は明治時代の浮世絵師、日本画家。

## 略歴
喜多村豊景及び川端玉章の門人。端館氏、通称は佐太郎。紫川と号す。伊勢国山田（現・宇治山田市）で代々神職を勤める家に生まれる。後に東京に移住する。幼いころから喜多村豊景について学び、後に玉章について四条派を修得している。19歳のときから伊勢神宮に絵師として勤める。明治中期から没年まで作画しており、特に山水花鳥画を得意としていた。明治18年に上京、フェノロサが主宰する鑑画会に参加、同年の第1回鑑画会大会に「水中群魚」を出品、四等褒状を受ける。これ以降、多くの展覧会などで入選入賞を果たし、皇居の造営にも参加する。明治28年（1895年）、第4回内国勧業博覧会に『闘鶏』を出品、褒状を受ける。後に日本絵画協会、日本画会、文墨協会に参加する。明治37年（1904年）、東京女子美術学校の教授に就任し、教鞭をとった。明治40年（1907年）に文展が開催されると他の旧派の画家たちと正派同志会の結成に参加した。正派同志会では評議員も務めた。明治42年（1909年）に川端画学校の教授となった。晩年には伊勢に戻り、その地で没したとされる。享年67。墓所は三重県宇治山田市浦口町の等観寺。
後にこの家系からイラストレーター（井上あきむ氏）も生まれることから神職と芸術に長けた家系となっている。

## 作品
- 「いせおんと かさね盃」 横判 錦絵
- 『江之島名勝』 絵本 中西友太郎編 明治33年（1900年）
- 「山水図」
- 「売茶翁図」